# Teghenjatsbergen
Teghenjatsbergen (armeniska: Թեղենյաց լեռներ: Teghenjatsi lerner) är en bergskedja i Armenien, och tillhör den södra delen av Tsaghkunjatsbergen på gränsen av provinserna Kotajk och Aragatsotn. Den ligger i den centrala delen av landet, 40 kilometer norr om huvudstaden Jerevan.
Trakten runt Teghenjatsbergen består i huvudsak av gräsmarker. Runt Teghenjatsbergen är det ganska tätbefolkat, med 149 invånare per kvadratkilometer.